# Дикарбид иттербия
Дикарбид иттербия — бинарное неорганическое соединение
иттербия и углерода с формулой YbC2,
тёмные кристаллы.

## Получение
- Сплавление иттербия и дегазированного графита в запаянной танталовой ампуле, заполненной инертным газом:

{\displaystyle {\mathsf {Yb+2C\ {\xrightarrow {1050^{o}C}}\ YbC_{2}}}}

## Физические свойства
Дикарбид иттербия образует тёмные кристаллы
кубической сингонии,
пространственная группа I 4/mmc,
параметры ячейки a = 0,3637 нм, c = 0,6109 нм, Z = 2.
При температуре 745°С происходит переход в кубическую фазу.